# ASTRO-E

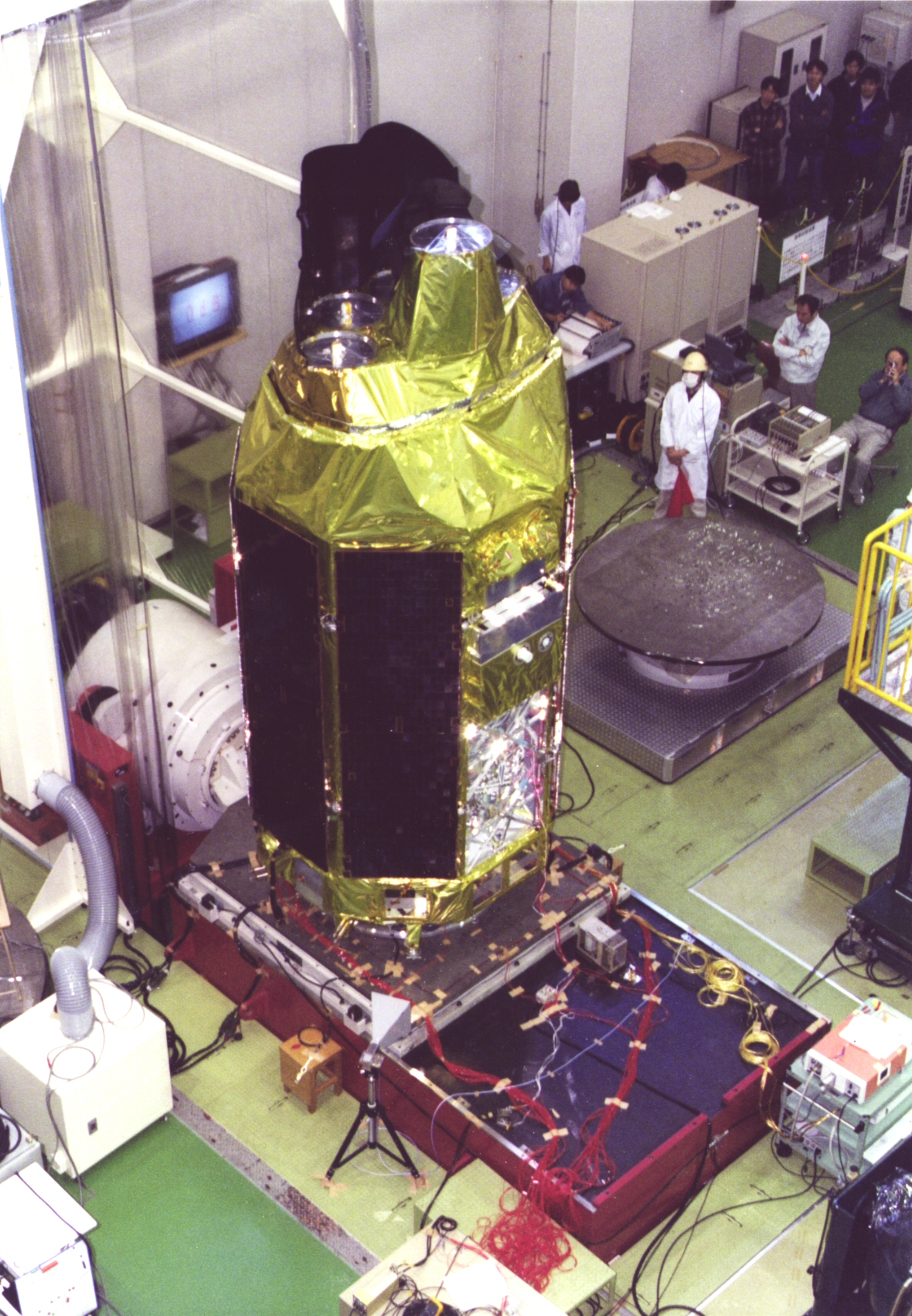
Astro-E (NASA)

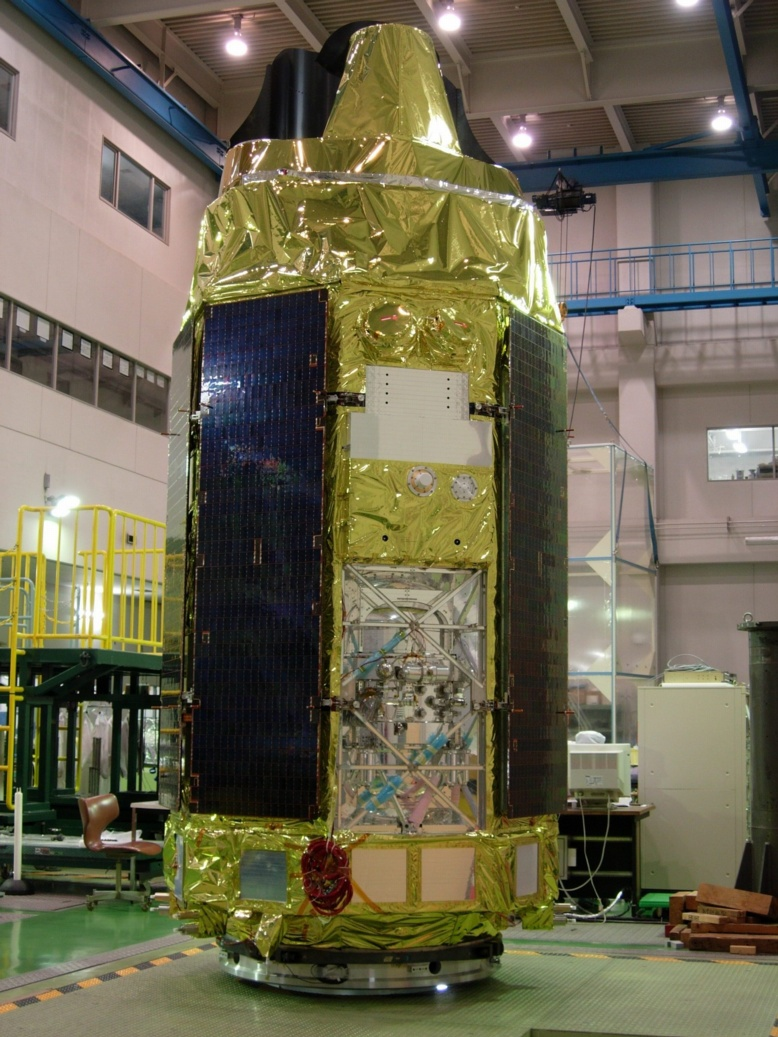
Astro-E2 (NASA)

ASTRO-E и ASTRO-EII (Suzaku) — японские космические рентгеновские телескопы. Это рентгеновский и гамма-телескоп, предназначенный для изучения чёрных дыр и сверхновых звёзд.
В 2000 году был произведён запуск Astro-E ракетой-носителем  «Мю-5», который оказался неудачным: спутник упал в воду.
10 июля 2005 года с японского космодрома Утиноура  ракетой-носителем  «Мю-5» был запущен аппарат Astro-EII, переименованный затем в «Suzaku». 
К моменту запуска на орбите уже находилось два рентгеновских телескопа — XMM-Newton и Чандра. Однако новый телескоп принципиально отличается от них: в то время как в последних применяются рентгеновские призмы, в Suzaku используются зеркала. Но главное отличие в том, что электроника фиксирует малейшие изменение температуры датчика, происходящее при поглощении им фотонов рентгеновского и гамма-спектра и по расчётам, чувствительность и разрешение телескопа в 10 раз превосходят значения этих показателей у предшественников. Для реализации этого датчик был охлаждён до температуры 0,06 градусов выше абсолютного ноля. Это стало возможным после применения многослойной изоляции: первый слой — жидкий гелий, второй — неоновый лёд. Вся конструкция помещена в специальный термос. Предполагалось, что данная изоляция сможет действовать в течение 2—3 лет. Это должно было обеспечивать работу главного инструмента Astro-EII — XRS (рентгеновский спектрометр). После данного срока XRS должен был завершить работу, но фотокамера (XIS) и детектор высокоэнергетических рентгеновских лучей (HXD) продолжат работу. 